# Sosnovka (Oblast' di Kirov)
Sosnovka è una cittadina della Russia europea nordorientale (Oblast' di Kirov), situata sulla riva sinistra del fiume Vjatka, 362 km a sud del capoluogo Kirov; è compresa amministrativamente nel distretto di Vjatskie Poljany.

## Società

### Evoluzione demografica
Fonte: mojgorod.ru
- 1939: 6.000
- 1959: 14.100
- 1970: 16.700
- 1989: 15.200
- 2007: 12.300